# مارک نیومن
مارک نیومن (انگلیسی: Mark Newman؛ زاده) یک فیزیک‌دان اهل انگلستان در زمینه شبکه‌های پیچیده و فیزیک آماری است.